# Karl Unna
Karl Johann Adolf Unna  (* 9. Februar 1880 in Hamburg; † 3. März 1964) war ein deutscher Hautarzt.
Er war der Sohn des Dermatologen Paul Gerson Unna und aus jüdischer Familie. Neben dem Abitur legte er auch eine Apothekergehilfenprüfung ab. Er studierte in Leipzig, München, Berlin und Freiburg und wurde 1907 in Leipzig bei Boehm promoviert (Dissertation: Beitrag zur Pathologie des Lichtstoffwechsels). Unna war Arzt in Hamburg.
Er trug zur Real-Encyclopädie der gesammten Heilkunde von Albert Eulenburg bei. 
Seine Ehefrau Marie Unna seit 1907 war ebenfalls Hautärztin. Ihr beider Sohn Klaus Unna war Pharmakologe, der in die USA emigrierte.